# Mosquer de matollar meridional
El mosquer de matollar meridional (Sublegatus modestus) és un ocell de la família dels tirànids (Tyrannidae).

## Hàbitat i distribució
Habita garrigues, bosc obert i sabanes a les terres baixes, des del sud-est del Perú, nord i est de Bolívia, Paraguai i est i sud del Brasil cap al sud fins Uruguai i centre de l'Argentina.